# St. Cyprian und Cornelius (Ganderkesee)

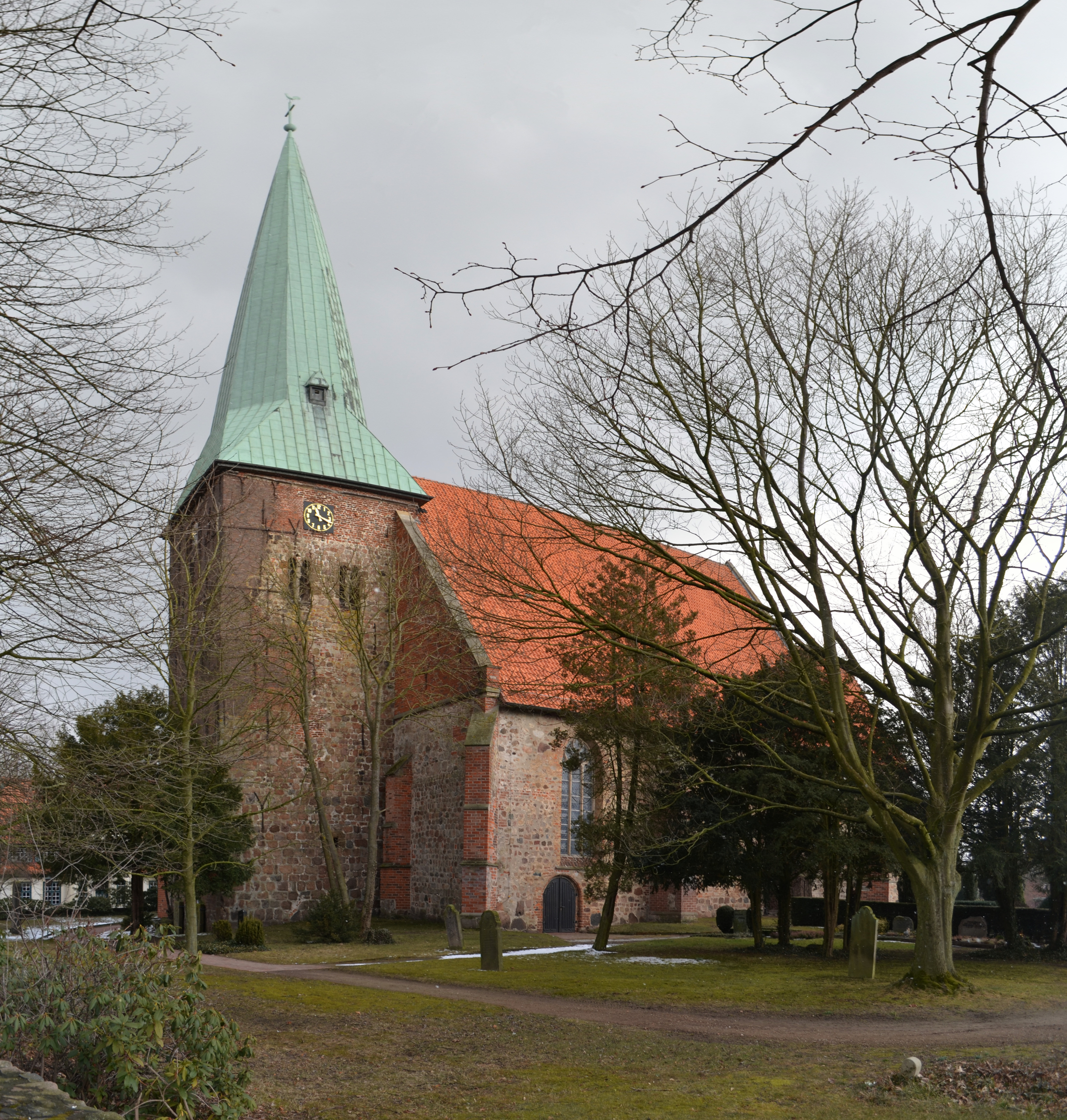
St. Cyprian und Cornelius (Ganderkesee)

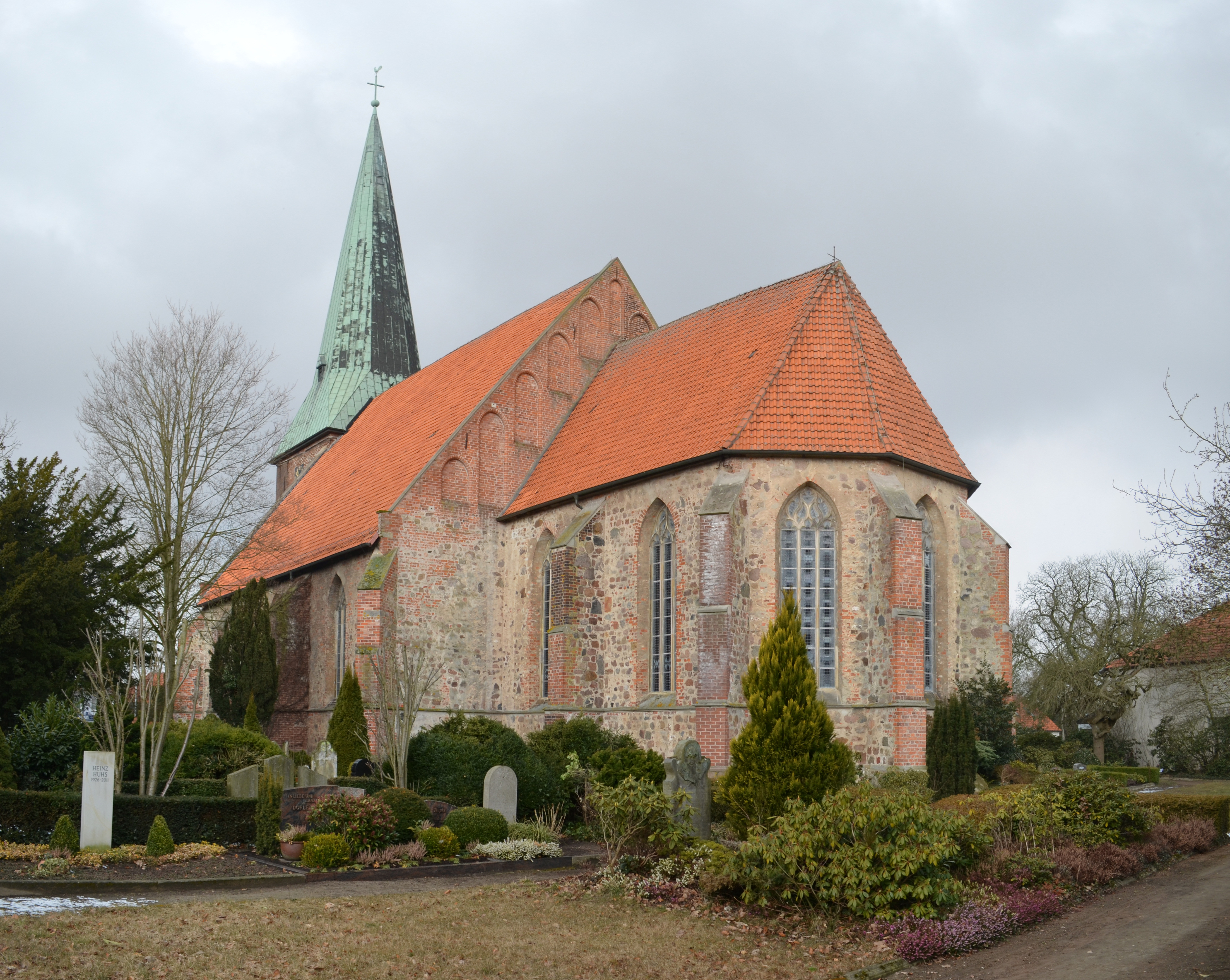
Ansicht von Südost

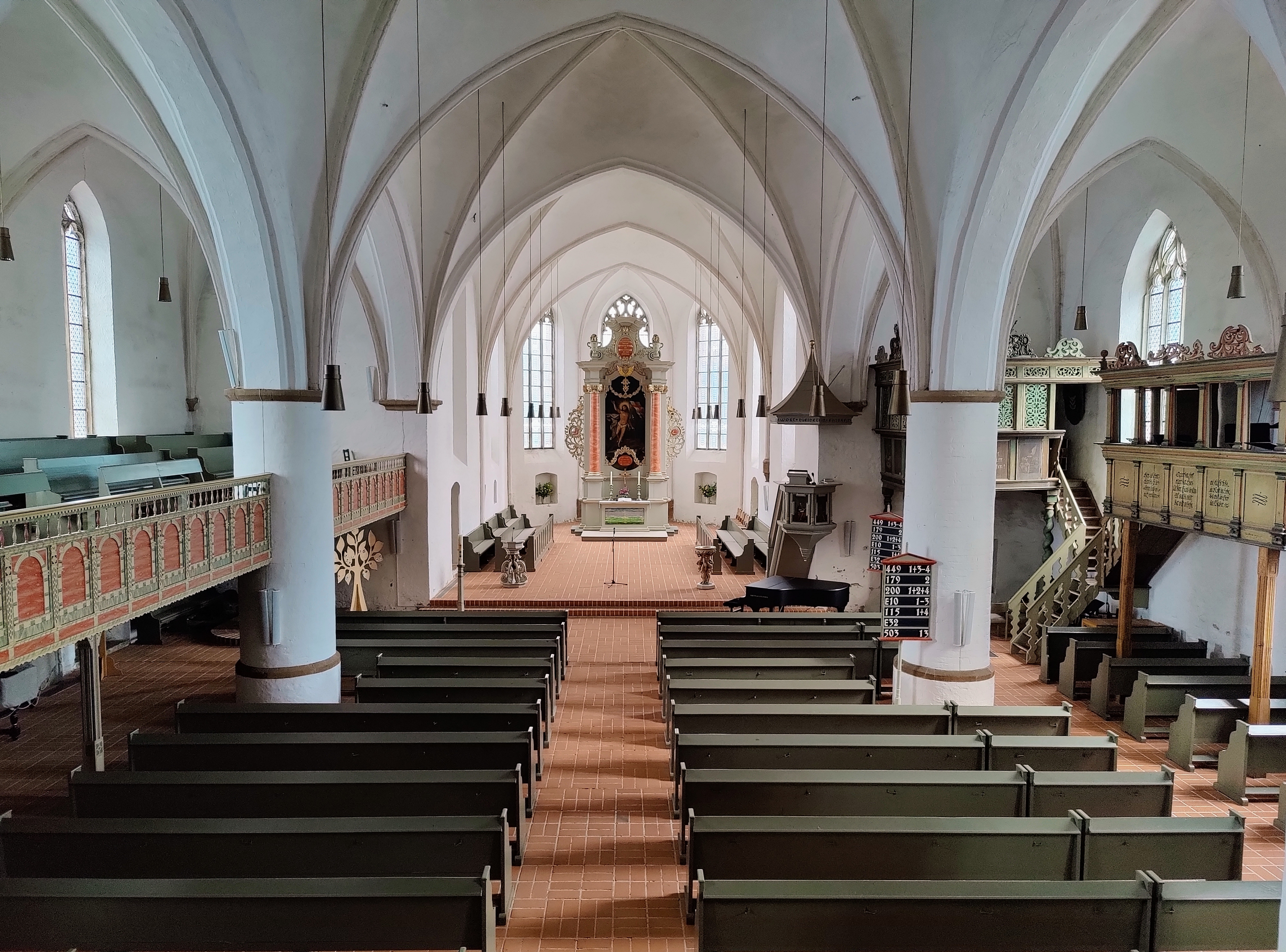
Innenraum (2022)

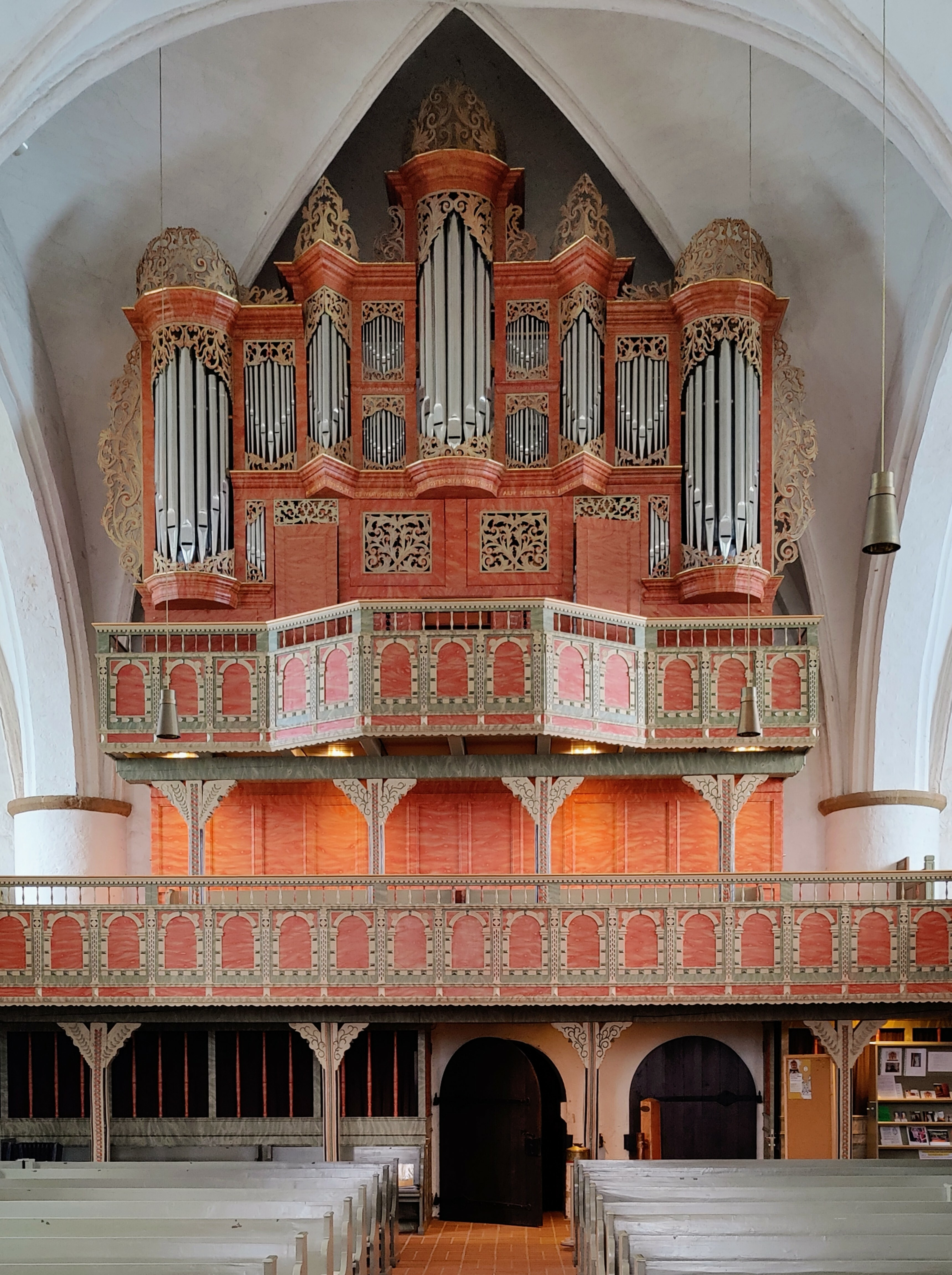
Prospekt der Schnitger-Orgel

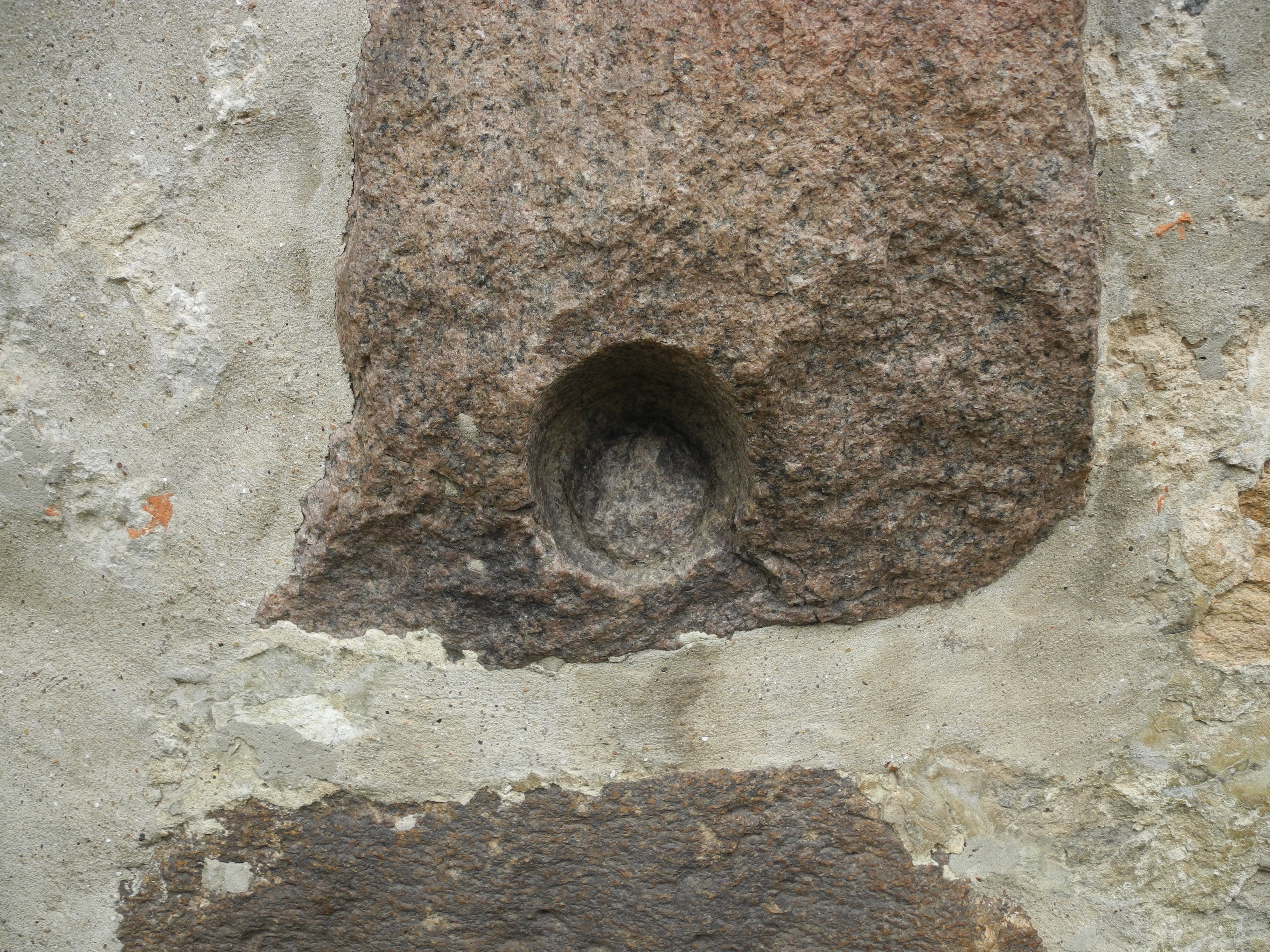
Sagenhafter „Fußabdruck“ in einem Feldstein

Die heute evangelische Kirche St. Cyprian und Cornelius ist eine spätgotische Hallenkirche in der Gemeinde Ganderkesee im Landkreis Oldenburg in Niedersachsen. Sie gehört zur Kirchengemeinde Ganderkesee im Kirchenkreis Delmenhorst/Oldenburg Land der Evangelisch-Lutherischen Kirche in Oldenburg und ist für ihre wertvolle Barockorgel von Arp Schnitger bekannt.

## Geschichte und Architektur
Die Kirche Ganderkesee ist eine spätgotische Kirche aus Feldstein- und Backsteinmauerwerk aus der ersten Hälfte des 15. Jahrhunderts mit einem romanischen Feldsteinturm aus dem 12. Jahrhundert mit gekuppelten Klangarkaden aus Portasandstein. Um 1500 wurde eine Sakristei aus Backstein angebaut. Das Maßwerk der Fenster besteht aus Werkstein. Die Ostgiebel des Langhauses sind durch ansteigende Blenden geschmückt.
Im Innern ist der Turm mit einem Kreuzgratgewölbe eingewölbt, das in den westlichen Ecken auf Pfeilern, in den östlichen Ecken auf gedrungenen Säulen mit flachen Basen ohne Ecksporn ruht und die aus dem ersten Viertel des 12. Jahrhunderts stammen. Ihre Würfelkapitelle ähneln denen in der Ostkrypta des Bremer Doms. Zwei Rundbogendurchgänge führen in die weite, nach westfälischem Vorbild mit drei Schiffen und drei Jochen gewölbte Hallenkirche. Die Joche im Mittelschiff sind quer-, die in den schmalen Seitenschiffen längsrechteckig gebildet. Die gebusten Gewölbe sind mit Birnstabrippen über kräftigen Rundpfeilern ausgeführt. Reste der Obergadenwand zwischen den Schiffen sind ähnlich wie bei einer Stufenhalle sichtbar. Der zweijochige Chor ist mit einem flachen dreiseitigen Polygon geschlossen und zeigt wohlgestaltete Fenster mit Fischblasenmaßwerk.
Die Kirche wurde vom 19. bis 21. April 1945 durch Artilleriebeschuss in Brand gesetzt, wobei das Dach und die Turmspitze vernichtet und Gewölbe sowie Fensterverglasung beschädigt wurden. Der Wiederaufbau erfolgte in den Jahren 1946–48 mit der Wiederherstellung des Daches und der Gewölbe. Im Jahr 1954 wurde die Turmspitze neu errichtet. Nach 1983 erfolgte eine Erneuerung der Fensterverglasung.

## Ausstattung
Ein im Jahr 1744 gestiftetes Altarretabel zeigt ein Gemälde des Salvator mundi zwischen Säulen. Ein schlichter zylindrischer Granittaufstein mit gekehltem Fuß aus dem 13. Jahrhundert ist ähnlich wie der in Altenoythe geformt. Die Kanzel aus dem Jahr 1608 ist mit beachtlichen Malereien der vier Evangelisten ausgestattet. Zwei Priechen der Güter Nutzborn aus dem 18. Jahrhundert und Elmeloh aus dem Jahr 1711 sind weiter zu erwähnen.
Die wertvolle Orgel mit barockem Prospekt ist ein Werk von Arp Schnitger aus dem Jahr 1699 mit 22 Registern auf zwei Manualen und Pedal.
Mehrere Grabplatten aus dem späten 16. und 17. Jahrhundert sind weiterhin erhalten. Davon hervorzuheben ist eine Grabplatte aus dem frühen 15. Jahrhundert mit der Kreuzigung Christi im Hochrelief und einer Darstellung der Gregorsmesse. In der Sakristei sind Wandmalereien aus der Zeit um 1500 erhalten, darunter Szenen aus der Kindheit Jesu sowie weitere teils fragmentarische Szenen an der Nordwand.

## Rezeption
Nach einer Volkssage soll der Teufel, der beim Bau über die Bestimmung des Bauwerks getäuscht worden war, aus ohnmächtiger Wut einen Abdruck seines Pferdefußes in einem Feldstein an der Außenseite der Kirche hinterlassen haben.